# Variacijski problem
Osnovni variacijski problem se glasi:
Naj bo dana primerna funkcija {\displaystyle L:\mathbb {R} ^{3}\to \mathbb {R} } (Lagrangeeva funkcija) in interval {\displaystyle {\mathcal {I}}=[a,b]}. Na intervalu {\displaystyle {\mathcal {I}}} iščemo funkcijo {\displaystyle y:{\mathcal {I}}\to \mathbb {R} }, ki da funkcionalu {\displaystyle \phi }
{\displaystyle \phi (y)=\int _{a}^{b}L(x,y,y')\,dx}
ekstremno (minimalno ali maksimalno) vrednost.
Funkcija {\displaystyle y} mora pri tem zadoščati določenim geometrijskim pogojem, npr.: {\displaystyle y(a)=A}, {\displaystyle y(b)=B}.

## Rešitev
Rešitev variacijskega problema ustreza Euler-Lagrangeevi enačbi
{\displaystyle {\partial L \over \partial y}-{d \over dx}{\partial L \over \partial y'}=0\!\,.}